# Bob Spitz
Bob Spitz é um jornalista e escritor estadunidense mais conhecido por suas biografias de personagens conhecidos, incluindo Reagan: An American Journey, o best-seller do New York Times The Beatles: The Biography, o também best-seller do New York Times Dearie: The Remarkable Life of Julia Child e livros sobre Bob Dylan e o festival de Woodstock.
Artigos de Spitz aparecem regularmente em The New York Times, GQ, Conde Nast Traveler, Men's Journal, In Style, Esquire e The Washington Post.
Em seu início de carreira, ele trabalhou como gerente de Bruce Springsteen e Elton John, começando no Pocket Full of Tunes, de Wes Farrell, uma empresa de produção e publicação de música. Quando Mike Appel assinou contrato com Bruce Springsteen, Spitz seguiu Appel.
Spitz vive em Nova York.

## Livros de não-ficção
- Reagan: An American Journey (Penguin Press, 2018-10-02, ISBN 978-1-59420-531-6)[5]
- Dearie: The Remarkable Life of Julia Child (end notes available on author's site) (Alfred A. Knopf, 2012-08-07, ISBN 9780307272225)[6][7]
- The Saucier's Apprentice: One Long Strange Trip through the Great Cooking Schools of Europe (W. W. Norton and Company, 2008)
- The Beatles: The Biography (Little, Brown and Company, 2005)
- Barefoot in Babylon: The Creation of the Woodstock Music Festival, 1969 (W. W. Norton and Company, 1989)
- Dylan: A Biography (McGraw-Hill, 1988)
- The Making of Superstars: Artists and Executives of the Rock Music Business (Anchor Press, 1978)

## Livros de não-ficção juvenis
- “Yeah! Yeah! Yeah!: The Beatles, Beatlemania, and the Music that Changed the World” (Little, Brown and Company, 2007)[8]